# Kunigalu, Heggadadevankote
Kunigalu là một làng thuộc tehsil Heggadadevankote, huyện Mysore, bang Karnataka, Ấn Độ.